# Ligne 12 (Infrabel)
Pour les articles homonymes, voir Ligne 12.
La ligne 12, ou ligne d'Anvers-Central à la frontière néerlandaise (Roosendael), est une ligne ferroviaire belge. Elle relie Anvers à Lage Zwaluwe (anciennement la gare de la compagnie "Anvers-Rotterdam" à Moerdijk). Elle fut la première liaison transfrontalière entre les deux pays. 
Parcourable à 130 km/h seulement, elle a depuis le début du XXIe siècle perdu son trafic international voyageur le plus prestigieux au profit de la HSL-Zuid (Thalys et V250 "fyra").

## Histoire

### Ligne AR
Le 9 juillet 1852, la Belgique et les Pays-Bas ont conclu un traité visant à construire une ligne de chemin de fer reliant Anvers à Rotterdam. La Société anonyme des chemins de fer d'Anvers à Rotterdam (AR) est créée et en reçoit les concessions : la belge d'Anvers à la frontière des Pays-Bas et la concession néerlandaise Hollandsch Diep à la frontière de la Belgique.
Lors de l'assemblée générale de la société AR, le 4 mai 1854, il est annoncé que les 27 kilomètres de la section entre Anvers et la frontière sont en état pour être ouverts à l'exploitation depuis le 1er mai mais que l'ouverture a été repoussée du fait de problèmes de douanes posées par l'exploitation de relations internationales. Sur le parcours de cette section on trouve cinq stations : Anvers l'origine, Ekeren (Eekeren), Kapellen (Cappellen), Kalmthout (Calmpthout) et Essen (Esschen), ainsi que trente quatre maisonnettes et loges de gardes.
Le 26 juin 1854, la section reliant Anvers à Roosendaal est inaugurée. Le 20 octobre de la même année, la section Roosendaal - Oudenbosch est à son tour ouverte, suivie deux bons mois plus tard (le 24 décembre) par le tronçon Oudenbosch - Zevenbergen et enfin le 1er mai 1855 par une connexion avec le port de Moerdijk où les voyageurs pouvaient embarquer sur un ferry. Une gare fut construite pour la compagnie, Moerdijk AR. Elle se trouvait en face de la gare des Chemins de fer de l’État hollandais (Staatsspoorwegen).

### Ligne exploitée par le Grand Central Belge
En 1863, la société AR et la société de l'Est Belge créent une structure spécifique, qu'elles dénomment Grand Central Belge, pour l'exploitation de leurs lignes.
Le 1er mai 1876, une courbe est posée par la compagnie de l'état néerlandais (staatspoorwegen) entre Zevenbergen à Lage Zwaluwe, sur la ligne Bréda - Rotterdam qui franchit le Hollands diep.
Jusque-là, la ligne traverse Anvers, parfois en chaussée (comme à la Trapstraat et la Hollandstraat), ce qui occasionne beaucoup de désagréments aux riverains. En 1871, il a été décidé de remplacer cette traversée par une ligne contournant le centre ville par l'est et rehaussée pour éviter les passages à niveaux. Ce contournement ferroviaire est inauguré le 1er janvier 1873.

### Ligne de l'État belge
En 1880, la Belgique nationalise le Grand Central, l'AR est démantelé au profit des Chemins de fer de l'État belge et de la Compagnie pour l'exploitation des chemins de fer de l'État néerlandais, ce qui induit de démanteler le tronçon Zevenbergen - Moerdijk AR redondant avec une ligne de cette compagnie. La ligne est également dédoublée à cette époque.
Le 2 juin 1957, la ligne est électrifiée aux tensions de 3 kV côté belge et 1,5 kV côté néerlandais. Une écluse électrique est créée dans les faubourgs de Roosendaal.
En 1998 débute un chantier énorme qui durera près de 10 ans et dont l'objectif est d'éviter la perte de temps liée à la remise en tête des trains en gare d'Anvers Central, qui dispose de 10 voies en impasse. Les 4 voies centrales font place à un puits qui donne accès à deux niveaux souterrains dotés chacun de 4 voies dont les plus profondes se prolongent vers le nord par le tunnel de jonction d'Anvers (nl)et rejoignent la ligne de ceinture à proximité de la gare d'Anvers-Dam. Le tunnel est inauguré le 23 mars 2007. En 2011, les derniers trains réguliers de voyageurs sont tous redirigés vers le tunnel de jonction, provoquant l'abandon des gares d'Anvers-Est et Anvers-Dam. Quant à la gare d'Anvers-Schijnpoort, située elle aussi sur ce contournement, elle ne sert plus qu'au garage et à l'entretien des trains de voyageurs, et au chargement, au déchargement et à la formation de certains trains de marchandises.

## Caractéristiques
La ligne est en grande partie rectiligne et son relief est quasi nul. Malgré cela, la vitesse commerciale est limitée à 130 km/h. La ligne comporte de nombreux passages à niveau.
Des bâtiments de gare d'origine, seule la gare de Kapellen a survécu, non sans une rénovation durant la seconde moitié du XXe siècle qui entraîna la disparition du deuxième étage et une modification de la façade. Les autres ont été démolies avant 1900.
Aux Pays-Bas, les gares d'Oudenbosch et Zevenbergen existent toujours et ont été restaurées.

## Exploitation
La SNCB opère... 
- une relation Intercity cadencée à l'heure relie Essen à Anvers, Bruxelles et Charleroi. Ce train était amorcé à Roosendaal ;
- une relation suburbaine (S32) relie Roosendael à Puers (ou Anvers-Central).

Les NS opèrent... 
- une relation Intercity Flessingue - Roosendaal (ou Amsterdam);
- une relation omnibus Roosendael - Lage Zwaluwe - Dordrecht.

NS Highspeed et la SNCB opèraient une relation Intercity "Benelux" Bruxelles - Anvers - Amsterdam cadencée à l'heure. Après l'expérience ratée des "Fyra" V250, elle revint aux rames tractées de voitures ICR mais utilisant la LGV4 à la place de la ligne 12.
De plus, trois fois par semaine, un train de nuit European Sleeper (en) Bruxelles-Midi – Amsterdam C.S. – Berlin Hbf – Berlin Ostbf – Prague hl.n. et vice-versa passe à Roosendael. Ce train est exploité en « open access » par une coopérative belgo-néerlandaise ayant son siège à Utrecht.